# الكهفة
الكهفة بلدة زراعية تقع شرقي حائل في شمال السعودية، وتبعد عنها مسافة 160 كلم.